# 1969 au Canada
Pour un article plus général, voir Chronologie du Canada.
Cet article traite des événements qui se sont produits durant l'année 1969 au Canada.

## Événements

### Politique
- 28 mars : manifestation McGill français : entre 6 000 et 12 000 personnes manifestent devant l’Université McGill.

- 1er avril : Pierre-Paul Geoffroy, militant du Front de libération du Québec (FLQ), est condamné à la plus lourde sentence jamais infligée dans les annales judiciaires du Commonwealth : 124 fois la prison à vie.

- 18 avril : Le Nouveau-Brunswick adopte sa première Loi sur les langues officielles, qui reconnait et le français et l'anglais comme langues officielles, et établit le droit des Néo-Brunswickois de recevoir des services gouvernementaux dans l'une ou l'autre langue[1].

- 14 mai : le gouvernement de Pierre-Elliott Trudeau adopte le « bill omnibus » touchant à l’avortement, l’attentat à la pudeur (homosexualité), les loteries, la conduite avec facultés affaiblies et les armes à feu.

- 25 juin : élection générale au Manitoba, c'est le NPD manitobain reprend le pouvoir pour la première fois dans la province et c'est le chef Edward Schreyer devient le premier premier ministre manitobain néo-démocrate.

- 7 juillet : loi sur les langues officielles. L’anglais et le français deviennent les deux langues officielles du Canada.

- 22 septembre : adoption du Drapeau de la Saskatchewan par cette province.
- 12 octobre : le maire de Montréal, Jean Drapeau, fait adopter un règlement anti-manifestation. Le projet de loi, rebaptisé « loi pour promouvoir l’enseignement de la langue française au Québec » après des débats houleux à l’assemblée, est finalement adopté après de nombreuses modifications.

- 23 octobre : dépôt du projet de loi (« bill 63 »), qui donne le choix aux parents de la langue dans laquelle l’enseignement sera donné à leurs enfants. Tollé dans la population québécoise.

- 26 octobre : le Front commun du Québec français exige que l’Assemblée nationale proclame l’unilinguisme français à tous les niveaux. Le Québec connaît de nombreuses manifestations contre le principe qui sous-tend le projet de loi, à savoir l’égalité implicite de l’anglais et du français au Québec).

- 28 octobre : l’opposition libérale demande au gouvernement du Québec de Jean-Jacques Bertrand de surseoir immédiatement à l’adoption du principe du « bill 63 ».

- 31 octobre : le Front commun du Québec français organise une manifestation devant le parlement de Québec. Pour la première fois depuis la fondation du regroupement, la violence éclate et la police intervient.

### Justice
- 7 mars : Pierre-Paul Geoffroy plaide coupable à des charges reliées à 31 attentats à la bombe du Front de libération du Québec.

- Henry Morgentaler commence à pratiquer des avortements alors que c'est illégal.

### Sport

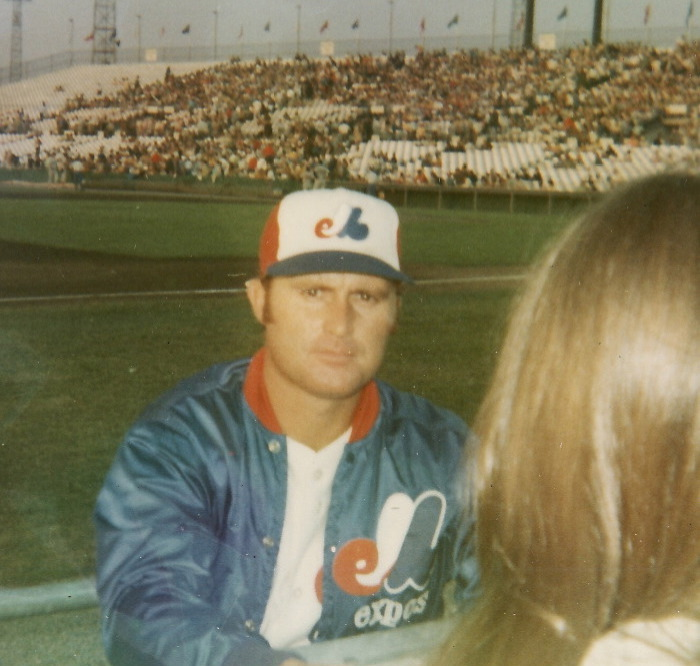
Début des Expos de Montréal au baseball professionnel.

#### Hockey
- Fin de la Saison 1968-1969 de la LNH suivi des Séries éliminatoires de la Coupe Stanley 1969. Les Canadiens de Montréal remportent la Coupe Stanley contre les Blues de Saint-Louis.
- Le Canadien junior de Montréal remporte la Coupe Memorial 1969.
- Repêchage amateur de la LNH 1969.
- Fondation de la Ligue de hockey junior majeur du Québec.
- Début de la Saison 1969-1970 de la LNH.

#### Baseball
- Les Expos de Montréal entrent dans le baseball professionnel.

#### Football
- Les Rough Riders d'Ottawa remportent la 57e finale de la Coupe Grey contre les  Roughriders de la Saskatchewan 29-11.
- L'Université du Manitoba remporte la Coupe Vanier contre l'Université McGill.

#### Autres
- 16 au 24 août : Jeux du Canada d'été 1969.
- Première édition du tour de l'Abitibi en cyclisme.

### Économie
- 2 mai : fondation de Télésat communication.
- Fondation de Beaumont, constructeur automobile canadien affilié à General Motors.

- Ouverture des supermarchés Provigo.

### Science

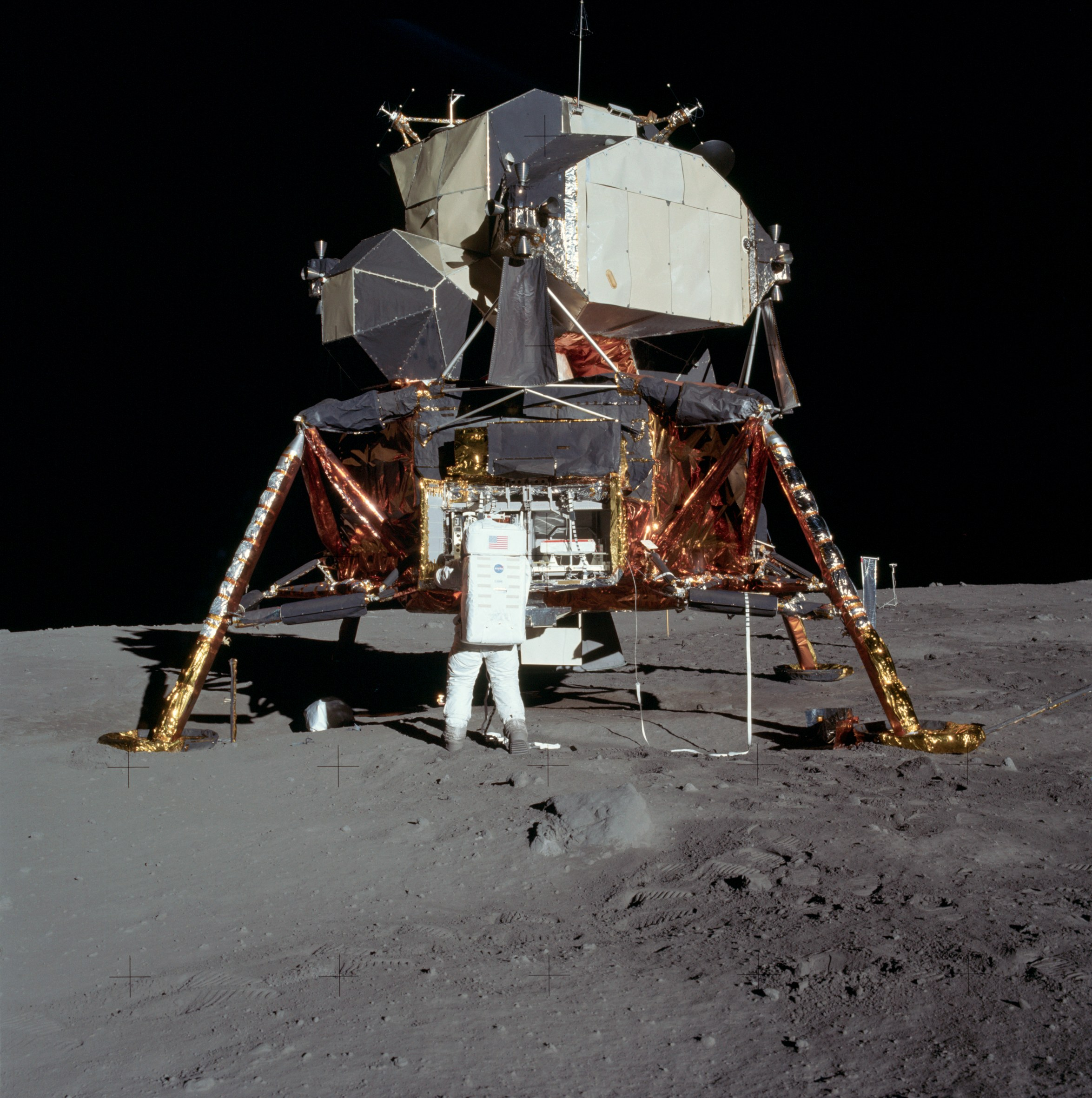
Apollo 11 sur la lune. Le train d'atterrissage fut construit au Canada

- La firme d'Héroux-Devtek Inc. de Longueuil, Québec a conçu le train d'atterrissage du Module lunaire LEM pour le Programme Apollo vers la Lune.

- René Pardo et Rémy Landau inventent un premier prototype de Tableur ou chiffrier électronique.

- Willard Boyle co-invente le capteur photographique.

- Fondation du Centre de recherches mathématiques à l'Université de Montréal.

### Culture

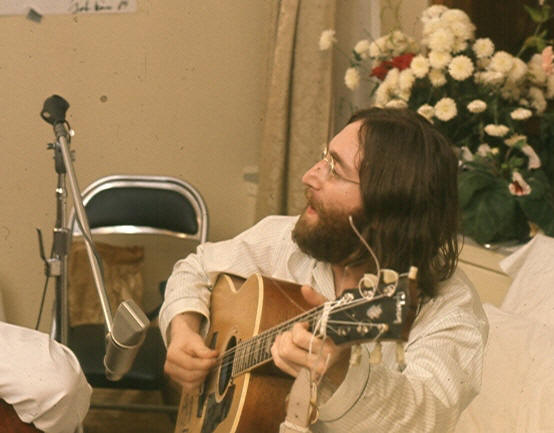
John Lennon interprète Give Peace a Chance

- Février : Première édition du Festival du Voyageur à Winnipeg.
- 24 avril : première de Le Francophonissime en association avec d'autres pays francophones.
- 9 mai : première édition du Festival international de la chanson de Granby au Québec.
- 26 mai au 2 juin : John Lennon et Yoko Ono tiennent un bed-in au Le Reine Élizabeth à Montréal. Il enregistre une chanson Give Peace a Chance.
- 2 juin : inauguration du Centre national des Arts à Ottawa.
- Fondation du Centaur Theatre qui est le principal théatre anglophone à Montréal.
- Prix du Gouverneur général 1969.

#### Chanson
- Le groupe La révolution française interprète Québécois. Ce chant est repris par les mouvements indépendantistes au Québec.
- Neil Young lance les albums Everybody Knows This Is Nowhere et After the Gold Rush.
- The Guess Who interprère These eyes.

#### Télévision
- Série Quelle famille!

### Religion
- Consécration par Gilles Ouellet de la Cathédrale du Christ-Roi de Gaspé au Québec.
- Édouard Gagnon est nommé évêque au Diocèse de Saint-Paul en Alberta.

## Naissances
- Béatrice Braise, poésie franco-ontarien.
- 23 janvier : Brendan Shanahan, joueur de hockey sur glace.
- 2 février : Travis Charest, dessinateur, encreur et coloriste.
- 19 février : Helena Guergis, politicienne fédéral.
- 3 avril : Lance Storm, catcheur.
- 16 mai : Yannick Bisson, acteur.
- 19 mai : Dan Lee, animateur.
- 26 mai : John Baird, homme politique ontarien.
- 9 juin : Mike Schreiner, chef du Parti vert de l'Ontario.
- 7 juillet : Joe Sakic, joueur de hockey sur glace.
- 12 juillet : Dave Batters, homme politique fédéral.
- 23 juillet : Andrew Cassels, joueur de hockey sur glace.
- 24 juillet : Rick Fox, joueur de basket-ball.
- 8 octobre : Dylan Neal, acteur et producteur.
- 17 octobre : Rick Mercer, humoriste.
- 24 octobre : Omar Alghabra, politicien fédéral.
- 26 octobre : Robert Maillet, catcheur et acteur.
- 1er novembre : Tie Domi, joueur professionnel de hockey sur glace.
- 15 novembre : Helen Kelesi, joueuse de tennis.
- 10 décembre : Rob Blake, joueur professionnel de hockey sur glace.
- 22 décembre : Myriam Bédard, athlète.

## Décès
- 27 février : Marius Barbeau, anthropologue.
- 18 mars : John Bracken, premier ministre du Manitoba.
- 23 mars : Arthur Lismer, artiste.
- 16 juin : Harold Alexander, gouverneur général du Canada.
- 12 septembre : Charles Foulkes, militaire du Royal Canadian Regiment.
- 14 novembre : Fanny Rosenfeld, athlète.